# Jones Anchorage
Jones Anchorage – zatoka (kotwicowisko; anchorage) w kanadyjskiej prowincji Nowa Szkocja, w hrabstwie Yarmouth, na wschód od wysp: Étoile Island, Rum Island i Jones Island; nazwa urzędowo zatwierdzona 1 października 1953.